# 2004년 하계 올림픽 펜싱 남자 에페 개인전
2004년 하계 올림픽 펜싱 남자 에페 개인전은 2004년 8월 17일에 헬리니코 올림픽 단지에서 열렸다.

## 토너먼트 경기 결과

### 예선
| 아흐메드 나빌 (EGY)           | 15—6  | 게오르게스 암발로프 (GRE) |
| 시리로지 라트프라세르트 (THA) | 15—13 | 모하나드 사브리 (EGY)     |
| 드미트리 카루첸코 (UKR)       | 15—6  | 압데라마네 다이지 (ALG)   |
| 알렉산드루 니스토르 (ROU)     | 15—6  | 보그단 니키신 (UKR)       |
| 세르구에이 코트체트코프 (RUS) | 15—6  | 라미 아시암 (MAR)         |

## 성적
| 순위 | 선수명                  | 국적           |
| ---- | ----------------------- | -------------- |
| 1    | 마르셀 피셔             | 스위스         |
| 2    | 왕레이                  | 중화인민공화국 |
| 3    | 파벨 콜롭코프           | 러시아         |
| 4    | 에리크 부아스           | 프랑스         |
| 5    | 파브리스 잔느           | 프랑스         |
| 6    | 실비오 페르난데스       | 베네수엘라     |
| 7    | 소런 톰프슨             | 미국           |
| 8    | 다니엘 스트리겔         | 독일           |
| 9    | 알프레도 로타           | 이탈리아       |
| 10   | 자오강                  | 중화인민공화국 |
| 11   | 스벤 슈미트             | 독일           |
| 12   | 이상엽                  | 대한민국       |
| 13   | 코바치 이반             | 헝가리         |
| 14   | 안드레스 아얄라         | 쿠바           |
| 15   | 이고르 투르친           | 러시아         |
| 16   | 드미트로 카리우첸코     | 우크라이나     |
| 17   | 크리스토프 마리크       | 오스트리아     |
| 18   | 보츠코 가보르           | 헝가리         |
| 19   | 웨스턴 켈시             | 미국           |
| 20   | 위그 오브리             | 프랑스         |
| 21   | 임레 게저               | 헝가리         |
| 22   | 코디 매턴               | 미국           |
| 23   | 파리스 이노스트로자     | 칠레           |
| 24   | 막심 흐보로스트         | 우크라이나     |
| 25   | 외르크 피들러           | 독일           |
| 26   | 시무스 로빈슨           | 오스트레일리아 |
| 27   | 치에용준                | 중화인민공화국 |
| 28   | 야세르 마흐무드         | 이집트         |
| 29   | 세르게이 코체트코프     | 러시아         |
| 30   | 아흐메드 나빌           | 이집트         |
| 31   | 알렉산드루 니스토르     | 루마니아       |
| 32   | 시리로지 라트프라세르트 | 태국           |
| 33   | 무한나드 엘딘           | 이집트         |
| 34   | 보흐단 니키신           | 우크라이나     |
| 35   | 기오르고스 아발로프     | 그리스         |
| 36   | 아이삼 라미             | 모로코         |
| 37   | 압데라마네 다이지       | 알제리         |